# Phaonia laticornis
Phaonia laticornis este o specie de muște din genul Phaonia, familia Muscidae, descrisă de Malloch în anul 1923. Conform Catalogue of Life specia Phaonia laticornis nu are subspecii cunoscute.